# Samsung Galaxy S23 FE
Samsung Galaxy S23 FE（サムスンギャラクシーS23 FE）は、サムスン電子が設計、開発、販売したAndroidベースのスマートフォン。Galaxy S23シリーズの派生モデルである。
2023年10月4日に発表された。日本では2024年2月9日にauから発売された。

## 主要項目

### プロセッサ
Galaxy S23 FEのプロセッサは、標準でExynos 2200であるが、日本を含めた一部の国ではSnapdragon 8 Gen 1を搭載している。
性能の指標を測るAnTuTuスコアでみると、Snapdragon 8 Gen 1の参考ベンチマークは以下の通りである。
- 総合スコア（CPU）：約1,200,000
- ゲーム性能（GPU）：約430,000

### ディスプレイ
Galaxy S23 FEのディスプレイは形状や有機EL、リフレッシュレート、解像度という点がS23シリーズと同様である。
- サイズ：6.4インチ
- 解像度：2,340×1,080
- ディスプレイ：有機EL
- 画面形状：パンチホール（中央）
- リフレッシュレート：最大120Hz
- タッチサンプリングレート：非公表

### おサイフケータイ・「FeliCa」対応
Galaxy S23 FEは、おサイフケータイに対応している。

### カラー
以下の6色が設定される。うち日本発売色はミント、クリーム、グラファイトの3色である。
- Mint（ミント）
- Cream（クリーム）
- Graphite（グラファイト）
- Purple（パープル）
- Indigo（インディゴ）
- Tangerine（タンジェリン）

### 耐久性
Galaxy S23 FEの防水・防塵の等級はIP68である。
- 防塵: IP6X（塵埃の侵入がない）
- 防水: IPX8（継続的に水中に沈めた場合でも機器が影響を受けない）

### キャンペーン／イベント
- 機種変更の割引キャンペーン

2024年2月1日から3月31日までにGalaxy S23 FEまたはGalaxy S23を機種変更で購入した者に対し、機種代金が1万1000円引きとなるキャンペーンが展開された。
ただし、沖縄セルラー電話エリアのau取扱店はキャンペーンの対象外となる。
- EPEXコラボイベント（終了）

2024年2月10日から2月12日にかけて、東京都中央区銀座のGINZA 456 Created by KDDIにてK-POP ボーイズグループ「EPEX」とのコラボイベントが開催された。
会場ではEPEXの映像や写真に囲まれた空間で、S23 FEの撮影機能などを体験可能であった。